# Paracarystus
Paracarystus is een geslacht van vlinders van de familie dikkopjes (Hesperiidae), uit de onderfamilie Hesperiinae.

## Soorten
- P. evansi Hayward, 1938
- P. hypargyra (Herrich-Schäffer, 1867)
- P. menestries (Latreille, 1824)